# 許守謙
許守謙（1537年—1605年），字子受，號益斋，直隸真定府藁城縣人，民籍，明朝政治人物。

## 生平
十九岁中嘉靖三十四年（1555年）乙卯科順天府鄉試第三十名舉人。嘉靖四十四年（1565年）中式乙丑科三甲第十六名進士。都察院观政，本年六月授開封府推官，隆慶二年（1568年）六月行取，九月升户部主事，四年六月升管粮郎中，五年正月回司管事，萬曆三年（1575年）四月升浙江副使，九月调繁山西岢岚兵备道，在任二年，父亲去世辞官回乡。八年正月除補山西大同左衛，後调任阳和，九年十月升湖广荆南道参政，十年十一月升按察使，本月调山西岢岚兵备道，十二年八月升右佥都御史、巡抚山西，十三年闰九月升右副都御史、照旧巡抚，十五年二月以原官巡抚宣府，十七年擢升刑部右侍郎，十月改任兵部右侍郎，十八年八月升左侍郎，十九年九月致仕。

## 家族
曾祖許清（許福旺）；祖父許瓉，贈副都御史；父許金，訓導累封副都御史。母蘇氏，累赠淑人；繼母張氏。兄守约（儒士）、弟守曾（庠生）、守成。